# Farkas János (színművész)
Nemes abrudbányai Farkas János (?, 1789. – Pest vagy Abrudbánya, 1820. július 12.) úttörő színész.

## Életútja
A pesti egyetemen tanult. 1799. november—december havában és 1800-ban Kolozsvárt játszott. 1807-ben a pesti Rondella-színház tagja volt. 1811-ben Pesten, 1812-ben Debrecenben lépett színpadra. 1818-ban a székesfehérvári társulat egyik alapító tagja volt, majd velük együttes Pesten vendégszerepelt.
Deli termetéért és kifejezésteli arcáért kartársai a »szép« melléknévvel ruházták fel. Hős és szerelmes szerepeket játszott, de mint Déryné írja naplójában, nem az tette országos hírűvé nevét, hanem gyönyörű szép magyar tánca, azok a délceg palotások, magyar szólók, verbunkosok és toborzók, melyeknek látására a hetedik vármegyéből is eljött az akkori előkelő magyar társaság.
Mint a székesfehérvári színtársulat tagja halt meg Abrudbányán, ahol betegsége miatt maradt vissza; 1820. július 12-én az ottani német színészek temették el.

## Magánélete
Neje Fodor Klára színésznő. Leánya: Szathmáry-Latkóczyné Farkas Lujza (Szathmáry Árpád édesanyja)

## Fontosabb szerepe
- Szasszeni Julius (Zschokke)